# Song Kang-ho
Đây là một tên người Triều Tiên, họ là Song.
Song Kang-ho (Hàn ngôn: 송강호, Hán-Việt: Tống Khang Hạo; sinh ngày 17 tháng 1 năm 1967) là một nam diễn viên nổi tiếng người Hàn Quốc.

## Sự nghiệp
Song Kang-ho không phải là một diễn viên được đào tạo một cách bài bản, chuyên nghiệp ngay từ đầu. Anh bắt đầu sự nghiệp của mình trong các nhóm sân khấu xã hội sau khi tốt nghiệp Trường Trung học Gimhae. Sau khi nhận chứng chỉ phát thanh do Đại học Busan Kyungsang cấp, anh gia nhập công ty sân khấu điện ảnh của Kee Kuk-seo. Năm 1991, anh lần đầu tiên xuất hiện trên sân khấu với một vai diễn trong vở kịch Dongseung. Sau đó, anh nhận lời đóng một vai phụ trong phim The Day a Pig Fell into the Well của đạo diễn Hong Sang-soo vào năm 1996.
Một năm sau, Song kang-ho đóng vai một người vô gia cư trong Bad Movie của đạo diễn Jang Sun-woo. Anh bắt đầu được khán giả biết đến khi vào vai một gangster đào tạo một nhóm tân binh trẻ trong phim No.3 của đạo diễn Song Neung-han và giành được giải thưởng diễn viên phụ xuất sắc nhất tại Blue Dragon Film Awards. Sau đó, anh tham gia vai diễn phụ trong phim The Quiet Family và xuất hiện cùng Han Suk-kyu trong phim bom tấn Shiri của đạo diễn Kang Je-gyu.
Đầu năm 2000, Song Kang-ho vào vai chính đầu tiên trong bộ phim an khách The Foul King, anh tự thực hiện hầu hết các pha nguy hiểm của mình. Tuy nhiên vai diễn trung sĩ Triều Tiên trong Joint Security Area mới là vai diễn đưa Song Kang-ho trở thành một trong những diễn viên sáng giá nhất của điện ảnh Hàn Quốc. Anh cũng vào vai chính trong Sympathy for Mr. Vengeance của đạo diễn Park Chan-wook, kể về một người cha truy tìm kẻ bắt cóc con gái mình.
Năm 2002, Song Kang-ho đóng vai chính trong một bộ phim sản xuất bởi hãng Myung Films, Baseball Team YMCA, nói về đội bóng chày đầu tiên của Hàn Quốc được thành lập trong những năm đầu của thế kỷ 20. Một năm sau, anh đóng vai một thám tử nông thôn trong Memories of Murder của đạo diễn trẻ Bong Joon-ho.
Năm 2004, Song Kang-ho đóng vai chính trong bộ phim của đạo diễn đầu tay của Im Charn-sang kể về nhân vật hư cấu là thợ cắt tóc riêng của Tổng thống Hàn Quốc Park Chung-hee. Năm 2005, anh tham gia bộ phim Antarctic Journal, một dự án phim đầu tay của Yim Pil-sung, kẻ về một cuộc thám hiểm ở Nam Cực.
Năm 2006, Song Kang-ho tái hợp với đạo diễn Bong Joon-ho trong bộ phim đạt doanh thu kỷ lục The Host. Tuy đã thành danh tại màn bạc xứ Hàn từ rất lâu, nhưng đến khi tham gia bộ phim The Host, anh mới thật sự đưa tên tuổi của mình vượt ra ngoài biên giới Hàn Quốc. Trong phim, anh thủ vai người đàn ông độc thân Park Gang-du bị bệnh đãng trí và rơi vào cảnh buồn chán khi phải "gà trống nuôi con". Bằng lối diễn xuất vừa tinh tế vừa cuồng nhiệt trong vai Park Gang-du, Song Kang Ho đã thuyết phục người xem hoàn toàn. Với vai diễn hơi "đần độn" này của mình Kang-ho đã ghi một dấu mốc quan trọng trong sự nghiệp diễn xuất lừng lẫy của mình. Với vai diễn này anh đã nhận được giải diễn viên nam chính xuất sắc nhất tại Giải thưởng phim châu Á (AFA) diễn ra vào tháng 3 năm 2007.
Song Kang-ho cũng tham gia nhiều bộ phim ăn khách khác như phim The Show Must Go On kể về một tay xã hội đen về hưu, phim Secret Sunshine của đạo diễn Lee Chang-dong, phim The Good, the Bad, the Weird của đạo diễn Kim Ji-woon về cuộc sống của những người Hàn Quốc ở vùng đất Mãn Châu, Trung Quốc, phim kinh dị Thirst của đạo diễn Park Chang-wook, phim kể về gián điệp ở Bắc-Nam Triều Tiên Secret Reunion, phim Hindsight kể về câu chuyện tình yêu của một tay Gangster, bộ phim trinh thám Howling, bộ phim tiếng Anh bom tấn Snowpiercer, bộ phim cổ trang The Face Reader, và phim The Attorney dựa trên thời trẻ của cố Tổng thống Hàn Quốc Roh Moo-hyun khi ông còn một luật sư chuyên bảo vệ và đấu tranh cho nhân quyền.

## Phim
| Năm  | Tiêu đề                          | Vai                                 | Ghi chú                       |
| ---- | -------------------------------- | ----------------------------------- | ----------------------------- |
| 1996 | The Day a Pig Fell into the Well |                                     |                               |
| 1997 | Green Fish                       | Pan-su                              |                               |
| 1997 | No. 3                            | Jo-pil                              |                               |
| 1997 | Bad Movie                        | Actor Yeon Gi-ja                    |                               |
| 1998 | The Quiet Family                 | Kang Young-min                      |                               |
| 1999 | Shiri                            | Lee Jang-gil                        |                               |
| 2000 | The Foul King                    | Im Dae-ho                           |                               |
| 2000 | Joint Security Area              | Sergeant Oh Kyung-pil               |                               |
| 2002 | Sympathy for Mr. Vengeance       | Park Dong-jin                       |                               |
| 2002 | YMCA Baseball Team               | Lee Ho-chang                        |                               |
| 2003 | Hồi ức kẻ sát nhân               | Thám tử Park Doo-man                |                               |
| 2004 | The President's Barber           | Seong Han-mo                        |                               |
| 2005 | Antarctic Journal                | Choi Do-hyung                       |                               |
| 2005 | Sympathy for Lady Vengeance      | sát thủ 1                           | cameo                         |
| 2005 | Madagascar                       | Sư tử Alex                          | Lồng tiếng phiên bản Hàn Quốc |
| 2006 | Quái vật sông Hàn                | Park Gang-du                        |                               |
| 2007 | The Show Must Go On              | In-gu                               |                               |
| 2007 | Secret Sunshine                  | Kim Jong-chan                       |                               |
| 2008 | Thiện, ác, quái                  | Yoon Tae-goo (The Weird - kẻ kỳ lạ) |                               |
| 2009 | Thirst                           | Sang-hyun                           |                               |
| 2010 | Secret Reunion                   | Lee Han-gyu                         |                               |
| 2010 | A Little Pond                    | cảnh sát                            | cameo                         |
| 2011 | Hindsight                        | Yoon Do-hun                         |                               |
| 2012 | Howling                          | Thám tử Jo Sang-gil                 |                               |
| 2012 | Day Trip                         | Chủ                                 | Phim ngắn                     |
| 2013 | Snowpiercer                      | Namgoong Minsu                      |                               |
| 2013 | Thuật xem tướng                  | Nae-gyeong                          |                               |
| 2013 | The Attorney                     | Song Woo-suk                        |                               |
| 2015 | The Throne                       | Vua Anh Tổ                          | Sản xuất hậu kì               |
| 2016 | The Age of Shadows               | Lee Jung-chool                      | Sản xuất tiền kì              |
| 2017 | A Taxi Driver                    | Man-seob                            |                               |
| 2017 | Fifth Column                     | Kang Jong-deok                      |                               |
| 2018 | The Drug King                    | Lee Doo-sam                         |                               |
| 2018 | Ký sinh trùng                    |                                     |                               |
| 2018 | Naratmalssami                    | King Sejong                         |                               |
| 2022 | Emergency Declaration            | In Ho                               |                               |

## Giải thưởng và để cử
| Năm  | Giải                                      | Thể loại                                                    | Để cử                        | Kết quả   |
| ---- | ----------------------------------------- | ----------------------------------------------------------- | ---------------------------- | --------- |
| 2017 | Fantasia Festival                         | Fantasia Festival                                           | A Taxi Driver                | Đoạt giải |
| 2017 | Blue Dragon Film Awards                   | Nam diễn viên xuất sắc nhất                                 | A Taxi Driver                | Đoạt giải |
| 2017 | Buil Film Awards                          | Nam diễn viên xuất sắc nhất                                 | A Taxi Driver                | Đoạt giải |
| 2017 | The Seoul Awards                          | Nam diễn viên xuất sắc nhất                                 | A Taxi Driver                | Đoạt giải |
| 2017 | Korean Film Producers Association Awards  | Nam diễn viên xuất sắc nhất                                 | A Taxi Driver                | Đoạt giải |
| 2017 | Korea World Youth Film Festival           | Nam diễn viên được yêu thích                                | A Taxi Driver                | Đoạt giải |
| 2017 | Asian World Film Festival                 | Special Mention Award                                       | A Taxi Driver                | Đoạt giải |
| 2017 | Grand Bell Awards                         | Nam diễn viên xuất sắc nhất                                 | A Taxi Driver                | Đề cử     |
| 2017 | Baeksang Arts Awards                      | Grand Prize (Daesang) cho phim điện ảnh                     | A Taxi Driver                | Đề cử     |
| 2017 | Baeksang Arts Awards                      | Nam diễn viên xuất sắc nhất                                 | A Taxi Driver                | Đề cử     |
| 2017 | Chunsa Film Art Awards                    | Nam diễn viên xuất sắc nhất                                 | A Taxi Driver                | Đề cử     |
| 2016 | SACF Artists of the Year Awards           | Grand Prize (Daesang)                                       | The Age of Shadows           | Đoạt giải |
| 2016 | KOFRA Film Awards                         | Nam diễn viên xuất sắc nhất                                 | The Age of Shadows           | Đoạt giải |
| 2016 | Blue Dragon Film Awards                   | Nam diễn viên xuất sắc nhất                                 | The Age of Shadows           | Đề cử     |
| 2016 | Baeksang Arts Awards                      | Nam diễn viên xuất sắc nhất                                 | The Age of Shadows           | Đoạt giải |
| 2016 | Chunsa Film Art Awards                    | Nam diễn viên xuất sắc nhất                                 | The Age of Shadows           | Đề cử     |
| 2016 | Grand Bell Awards                         | Nam diễn viên xuất sắc nhất                                 | The Age of Shadows           | Đề cử     |
| 2015 | Asia Pacific Screen Awards                | Nam diễn viên xuất sắc nhất                                 | The Throne                   | Đề cử     |
| 2015 | Baeksang Arts Awards                      | Nam diễn viên xuất sắc nhất                                 | The Throne                   | Đề cử     |
| 2015 | Blue Dragon Film Awards                   | Nam diễn viên xuất sắc nhất                                 | The Throne                   | Đề cử     |
| 2014 | Korea Film Actor's Association Awards     | Nam diễn viên xuất sắc nhất                                 | The Attorney                 | Đoạt giải |
| 2014 | Blue Dragon Film Awards                   | Nam diễn viên xuất sắc nhất                                 | The Attorney                 | Đoạt giải |
| 2014 | Grand Bell Awards                         | Nam diễn viên xuất sắc nhất                                 | The Attorney                 | Đề cử     |
| 2014 | Max Movie Awards                          | Nam diễn viên xuất sắc nhất                                 | The Attorney                 | Đoạt giải |
| 2014 | Buil Film Awards                          | Nam diễn viên xuất sắc nhất                                 | The Attorney                 | Đoạt giải |
| 2014 | Director's Cut Awards                     | Nam diễn viên xuất sắc nhất                                 | The Attorney                 | Đoạt giải |
| 2014 | Baeksang Arts Awards                      | Nam diễn viên xuất sắc nhất cho phim điện ảnh               | The Attorney                 | Đề cử     |
| 2014 | Baeksang Arts Awards                      | Grand Prize (Daesang) cho phim điện ảnh                     | The Attorney                 | Đoạt giải |
| 2014 | Asian Film Awards                         | Nam diễn viên xuất sắc nhất                                 | The Attorney                 | Đề cử     |
| 2014 | Chunsa Film Art Awards                    | Nam diễn viên xuất sắc nhất                                 | The Attorney                 | Đoạt giải |
| 2014 | KOFRA Film Awards                         | Nam diễn viên xuất sắc nhất                                 | The Attorney                 | Đoạt giải |
| 2013 | Korea Film Actor's Association Awards     | Nam diễn viên xuất sắc nhất                                 | The Face Reader              | Đoạt giải |
| 2013 | Blue Dragon Film Awards                   | Nam diễn viên xuất sắc nhất                                 | The Face Reader              | Đề cử     |
| 2013 | Grand Bell Awards                         | Nam diễn viên xuất sắc nhất                                 | The Face Reader              | Đoạt giải |
| 2013 | Korean Association of Film Critics Awards | Nam diễn viên xuất sắc nhất                                 | The Face Reader              | Đoạt giải |
| 2013 | Asia-Pacific Film Festival                | Nam diễn viên xuất sắc nhất                                 | Snowpiercer                  | Đề cử     |
| 2011 | Max Movie Awards                          | Nam diễn viên xuất sắc nhất                                 | Secret Reunion               | Đề cử     |
| 2010 | Grand Bell Awards                         | Nam diễn viên xuất sắc nhất                                 | Secret Reunion               | Đề cử     |
| 2010 | KOFRA Film Awards                         | Nam diễn viên xuất sắc nhất                                 | Thirst                       | Đoạt giải |
| 2009 | Blue Dragon Film Awards                   | Nam diễn viên xuất sắc nhất                                 | Thirst                       | Đề cử     |
| 2009 | Director's Cut Awards                     | Nam diễn viên xuất sắc nhất                                 | Thirst                       | Đoạt giải |
| 2009 | Chunsa Film Art Awards                    | Nam diễn viên xuất sắc nhất                                 | Thirst                       | Đoạt giải |
| 2009 | KOFRA Film Awards                         | Nam diễn viên xuất sắc nhất                                 | Thirst                       | Đoạt giải |
| 2009 | Asian Film Awards                         | Nam diễn viên xuất sắc nhất                                 | The Good, the Bad, the Weird | Đề cử     |
| 2009 | Baeksang Arts Awards                      | Nam diễn viên xuất sắc nhất cho phim điện ảnh               | The Good, the Bad, the Weird | Đề cử     |
| 2008 | Blue Dragon Film Awards                   | Nam diễn viên xuất sắc nhất                                 | The Good, the Bad, the Weird | Đề cử     |
| 2008 | Korean Film Awards                        | Nam diễn viên xuất sắc nhất                                 | The Good, the Bad, the Weird | Đề cử     |
| 2008 | Baeksang Arts Awards                      | Nam diễn viên xuất sắc nhất cho phim điện ảnh               | Secret Sunshine              | Đề cử     |
| 2008 | Grand Bell Awards                         | Nam diễn viên xuất sắc nhất                                 | Secret Sunshine              | Đề cử     |
| 2008 | Asian Film Awards                         | Nam diễn viên xuất sắc nhất                                 | Secret Sunshine              | Đề cử     |
| 2008 | Max Movie Awards                          | Nam diễn viên xuất sắc nhất                                 | Secret Sunshine              | Đề cử     |
| 2008 | Palm Springs International Film Festival  | FIPRESCI Giải thưởng Nam diễn viên xuất sắc nhất            | Secret Sunshine              | Đoạt giải |
| 2007 | Korean Film Awards                        | Nam diễn viên xuất sắc nhất                                 | Secret Sunshine              | Đoạt giải |
| 2007 | Director's Cut Awards                     | Nam diễn viên xuất sắc nhất                                 | Secret Sunshine              | Đoạt giải |
| 2007 | Korean Association of Film Critics Awards | Nam diễn viên xuất sắc nhất                                 | The Show Must Go On          | Đoạt giải |
| 2007 | Blue Dragon Film Awards                   | Nam diễn viên xuất sắc nhất                                 | The Show Must Go On          | Đoạt giải |
| 2007 | Busan Film Critics Awards                 | Nam diễn viên xuất sắc nhất                                 | The Show Must Go On          | Đoạt giải |
| 2007 | Fantasia Festival                         | Nam diễn viên xuất sắc nhất                                 | The Show Must Go On          | Đoạt giải |
| 2007 | Grand Bell Awards                         | Nam diễn viên xuất sắc nhất                                 | The Host                     | Đề cử     |
| 2007 | Asian Film Awards                         | Nam diễn viên xuất sắc nhất                                 | The Host                     | Đoạt giải |
| 2007 | Golden Cinematography Awards              | Nam diễn viên xuất sắc nhất                                 | The Host                     | Đoạt giải |
| 2007 | Max Movie Awards                          | Nam diễn viên xuất sắc nhất                                 | The Host                     | Đề cử     |
| 2006 | Director's Cut Awards                     | Nam diễn viên xuất sắc nhất                                 | The Host                     | Đoạt giải |
| 2006 | Blue Dragon Film Awards                   | Nam diễn viên xuất sắc nhất                                 | The Host                     | Đề cử     |
| 2004 | Blue Dragon Film Awards                   | Nam diễn viên xuất sắc nhất                                 | The President's Barber       | Đề cử     |
| 2004 | Max Movie Awards                          | Nam diễn viên xuất sắc nhất                                 | Memories of Murder           | Đề cử     |
| 2003 | Blue Dragon Film Awards                   | Nam diễn viên xuất sắc nhất                                 | Memories of Murder           | Đề cử     |
| 2003 | Director's Cut Awards                     | Nam diễn viên xuất sắc nhất                                 | Memories of Murder           | Đoạt giải |
| 2003 | Grand Bell Awards                         | Nam diễn viên xuất sắc nhất                                 | Memories of Murder           | Đoạt giải |
| 2003 | Grand Bell Awards                         | Giải thưởng diễn viên được yêu thích nhất của Netizen       | Memories of Murder           | Đoạt giải |
| 2003 | Korean Film Awards                        | Nam diễn viên xuất sắc nhất                                 | Memories of Murder           | Đoạt giải |
| 2003 | Chunsa Film Art Awards                    | Nam diễn viên xuất sắc nhất                                 | Memories of Murder           | Đoạt giải |
| 2003 | Korean Association of Film Critics Awards | Nam diễn viên xuất sắc nhất                                 | Memories of Murder           | Đoạt giải |
| 2002 | Blue Dragon Film Awards                   | Nam diễn viên xuất sắc nhất                                 | Sympathy for Mr. Vengeance   | Đề cử     |
| 2002 | Korean Film Awards                        | Nam diễn viên xuất sắc nhất                                 | Sympathy for Mr. Vengeance   | Đề cử     |
| 2001 | Grand Bell Awards                         | Nam diễn viên xuất sắc nhất                                 | Joint Security Area          | Đoạt giải |
| 2001 | Baeksang Arts Awards                      | Giải thưởng diễn viên được yêu thích nhất cho phim điện ảnh | Joint Security Area          | Đoạt giải |
| 2001 | Baeksang Arts Awards                      | Nam diễn viên xuất sắc nhất cho phim điện ảnh               | Joint Security Area          | Đề cử     |
| 2000 | Blue Dragon Film Awards                   | Nam diễn viên xuất sắc nhất                                 | Joint Security Area          | Đề cử     |
| 2000 | Deauville Asian Film Festival             | Nam diễn viên xuất sắc nhất                                 | Joint Security Area          | Đoạt giải |
| 2000 | Director's Cut Awards                     | Nam diễn viên xuất sắc nhất                                 | Joint Security Area          | Đoạt giải |
| 2000 | Busan Film Critics Awards                 | Nam diễn viên xuất sắc nhất                                 | Joint Security Area          | Đoạt giải |
| 2000 | Women Viewers Film Awards                 | Nam diễn viên xuất sắc nhất                                 | The Foul King                | Đoạt giải |
| 1999 | Grand Bell Awards                         | Nam diễn viên phụ xuất sắc nhất                             | Shiri                        | Đề cử     |
| 1998 | Korean Association of Film Critics Awards | Nam diễn viên xuất sắc nhất                                 | The Quiet Family             | Đoạt giải |
| 1998 | Grand Bell Awards                         | Nam diễn viên mới xuất sắc nhất                             | No. 3                        | Đoạt giải |
| 1998 | Grand Bell Awards                         | Nam diễn viên phụ xuất sắc nhất                             | No. 3                        | Đề cử     |
| 1997 | Blue Dragon Film Awards                   | Nam diễn viên phụ xuất sắc nhất                             | No. 3                        | Đoạt giải |
| 1997 | Blue Dragon Film Awards                   | Nam diễn viên mới xuất sắc nhất                             | No. 3                        | Đề cử     |